# Markovits Ernő
Markovits Ernő (Sárközújlak, 1887. november 22. – Auschwitz, 1944) magyar újságíró, szerkesztő, író.

## Életútja, munkássága
Budapesten érettségizett, ahol a Népszava és a Déli Hírlap munkatársa (1909-12), majd az Újvidéki Hírlap szerkesztője (1918-20) lett. Nagyváradra költözve a Rador Távirati Iroda tudósítója volt négy éven keresztül. Marton Manó a nagyváradi Estilaphoz szerződtette, s mint jó nevű újságíró a Nagyváradi Friss Újságnál is dolgozott. 1931 nyarán főszerkesztőként jegyezte a rövid életű Reggel című független politikai napilapot.

## Önálló kötete
- Az én bolondjaim és más okos történetek (Nagyvárad, 1940)